# ساكن الحرج السنغالي
ساكن الحرج السنغالي أو ساكن الحرج النخلي السنغالي (الاسم العلمي: Bebearia senegalensis)، نوع من الفراشات التي تتبع جنس [[ساكن الحرج وفصيلة الحورائيات. يوجد في السنغال وغامبيا وغينيا بيساو وشمال غينيا وشمال سيراليون وشمال ساحل العاج. يألف الغابات.
تتغذى اليرقات على رافية الصنوبر النخلية.